# Aedes spilotus
Aedes spilotus är en tvåvingeart som beskrevs av E. Sydney Marks 1963. Aedes spilotus ingår i släktet Aedes och familjen stickmyggor. Inga underarter finns listade i Catalogue of Life.